# UFC on FX: Johnson vs. McCall
UFC on FX: Johnson vs. McCall è stato un evento di arti marziali miste organizzato dalla Ultimate Fighting Championship e tenutosi il 6 giugno 2012 al BankAtlantic Center di Sunrise, Stati Uniti.

## Retroscena
L'evento vide per la prima volta nella storia dell'UFC come evento principale una sfida tra pesi mosca, in quanto venne programmato il rematch della semifinale del torneo dei pesi mosca tra Demetrious Johnson e Ian McCall, che in precedenza era terminato in parità.

## Risultati

### Card preliminare
- Incontro categoria Pesi Welter:  Sean Pierson contro  Jake Hecht

Pierson sconfisse Hecht per decisione unanime (29-28, 29-28, 29-28).
- Incontro categoria Pesi Leggeri:  Henry Martinez contro  Bernardo Magalhaes

Martinez sconfisse Magalhaes per decisione unanime (30–27, 29–28, 29–28).
- Incontro categoria Pesi Medi:  Buddy Roberts contro  Caio Magalhaes

Roberts sconfisse Magalhaes per decisione unanime (30–27, 30–27, 29–28).
- Incontro categoria Pesi Leggeri:  Tim Means contro  Justin Salas

Means sconfisse Salas per KO Tecnico (pugni) a 1:06 del primo round.
- Incontro categoria Pesi Gallo:  Dustin Pague contro  Jared Papazian

Pague sconfisse Papazian per sottomissione (strangolamento da dietro) a 3:21 del primo round.
- Incontro categoria Pesi Piuma:  Matt Grice contro  Leonard Garcia

Grice sconfisse Garcia per decisione unanime (30–27, 30–27, 30–27).
- Incontro categoria Pesi Welter:  Seth Baczynski contro  Lance Benoist

Baczynski sconfisse Benoist per decisione divisa (27–30, 29–28, 29–28).
- Incontro categoria Pesi Welter:  Mike Pierce contro  Carlos Eduardo Rocha

Pierce sconfisse Rocha per decisione unanime (30–27, 30–27, 30–27).

### Card principale
- Incontro categoria Pesi Gallo:  Eddie Wineland contro  Scott Jorgensen

Wineland sconfisse Jorgensen per KO (pugni) a 4:10 del secondo round.
- Incontro categoria Pesi Welter:  Mike Pyle contro  Josh Neer

Pyle sconfisse Neer per KO (pugno) a 4:56 del primo round.
- Incontro categoria Pesi Welter:  Erick Silva contro  Charlie Brenneman

Silva sconfisse Brenneman per sottomissione (strangolamento da dietro) a 4:33 del primo round.
- Semifinale torneo Pesi Mosca:  Demetrious Johnson contro  Ian McCall

Johnson sconfisse McCall per decisione unanime (29–28, 30–27, 29–28).

## Premi
Ai vincitori sono stati assegnati 40.000$ per i seguenti premi:
- Fight of the Night:  Eddie Wineland contro  Scott Jorgensen
- Knockout of the Night:  Mike Pyle
- Submission of the Night:  Erick Silva